# Ingreso Familiar de Emergencia (Argentina)
El Ingreso Familiar de Emergencia (IFE) fue un seguro social de Argentina que se entregó a trabajadores informales y monotributistas de las primeras categorías durante la emergencia debido a la pandemia de enfermedad por coronavirus. Consistió en un bono de 10 mil pesos argentinos.

## Historia
El Ingreso Familiar de Emergencia fue creado por el presidente Alberto Fernández el 23 de marzo de 2020 por medio del decreto 310/2020. Surge como un seguro social para los trabajadores informales que habían visto afectados sus ingresos debido al aislamiento social y obligatorio que decretó el gobierno 10 días antes a causa de la pandemia de COVID-19. Comenzó a pagarse el 21 de abril del mismo año, alcanzando a 9 millones de personas.
En agosto de 2020 se realizaron modificaciones en los requisitos, agregando que los menores de 25 años que viven con sus padres son considerados como un único grupo familiar con ellos.
El gobierno realizó tres pagos del IFE: uno entre abril y mayo, el segundo entre junio y julio y el último entre agosto y septiembre. Unos meses después se confirmó que no habría un cuarto pago.

## Requisitos
Pueden cobrarlo trabajadores informales, empleados de casas particulares, monotributistas sociales y monotributistas de las categorías A y B. El receptor debe tener entre 18 y 65 años y ser argentino nativo o naturalizado y residente durante al menos dos años.